# Пьерони, Луиджи
Луиджи Пьерони (фр. Luigi Pieroni; 8 сентября 1980, Льеж, Бельгия) — бельгийский футболист, нападающий. В 2004—2008 годах играл за сборную Бельгии.

## Карьера

### Клубная
Луиджи Пьерони начинал карьеру профессионального футболиста в клубах из своего родного города «Стандард» и ФК «Льеж». В 2003 году нападающий перешёл в «Мускрон» и по итогам сезона стал лучшим бомбардиром чемпионата Бельгии.
После этого Пьерони продолжил карьеру во Франции, перейдя в клуб «Осер». В составе «бургундцев» бельгийский форвард провёл два с половиной сезона и стал обладателем кубка Франции.
Следующим клубом в карьере Пьерони стал «Нант». В составе «канареек» футболист играл только вторую половину сезона 2006/2007. Следующий сезон он провёл, выступая на правах аренды вначале за «Ланс», а затем — за «Андерлехт», с которым выиграл кубок Бельгии. Летом 2008 Луиджи Пьерони стал игроком «Валансьена», а полтора года спустя вернулся в Бельгию. До лета 2011 года Пьерони выступал на родине — за «Гент» и «Стандард», с которыми выиграл два кубка Бельгии подряд.
С июля 2011 года Луиджи Пьерони — игрок французского «Арль-Авиньона».

### В сборной
Луиджи Пьерони выступал за сборную Бельгии с 2004 по 2008 годы. За это время форвард сыграл 25 матчей и забил 2 гола. Был участником отборочных турниров к чемпионату мира 2006 (3 матча) и чемпионату Европы 2008 (7 матчей, 1 гол).

## Достижения
Командные достижения
 Осер
- Обладатель кубка Франции: 2004/05

 Андерлехт
- Обладатель кубка Бельгии: 2007/08

 Гент
- Обладатель кубка Бельгии: 2009/10

 Стандард (Льеж)
- Обладатель кубка Бельгии: 2010/11

Личные достижения
- Лучший бомбардир чемпионата Бельгии: 2003/04